# Andreas Fabricius
Andreas Fabricius (né en 1528 à Chemnitz, mort le 26 octobre 1577 à Eisleben) est un théologien protestant allemand et poète néolatin.

## Biographie
Après s'être inscrit à l'université de Wittemberg le 4 juin 1550, il acquiert en avril 1554 le diplôme de magister. Après ses études, il devint recteur à l'école de la ville de Nordhausen, 1560 diacre à l'église Saint-Pierre puis pasteur en 1565. Après des conflits avec ses homologues, il devient en 1568 pasteur à l'église de Saint-Nicolas d'Eisleben.
Frère de Georg Fabricius, il écrit en latin des poèmes et des pamphlets, notamment contre le pasteur Anton Otto sur l'antinomisme.

## Œuvres
- Christus lacrimans, Wittenberg, Johann I Krafft, 1551.
- Der heylige, klug gelehrte Teufel, Eisleben, Andreas Petri, 1567.
- Berichte vom Gesetz Gottes, seinem Brauch und Missbrauch, Eisleben, 1569.
- Ein Sendbrief an die Pfarrkinder der Gemeinde Christi ad D. Petrum in Eisleben